# Glyptometra sparksi
Glyptometra sparksi is een haarster uit de familie Charitometridae.
De wetenschappelijke naam van de soort werd in 1937 gepubliceerd door David Dilwyn John.